# Lábik János
Lábik János (Párkány, 1933. március 25. – Párkány, 2018. január 21.) szlovákiai magyar festőművész.

## Életpályája
Az általános- és középiskolát szülővárosában és Esztergomban végezte. 1979-től az Esztergomi Képzőművészeti Szakkör és a művésztelepek aktív résztvevője. Irányítói voltak Novák Lajos, Kollár György és Végvári János. 1982-től a párkányi Képzőművészeti Szakkör alapítója és vezetője. 1989-ben a párkányi Galéria alapító tagja. Tagja a Szlovák Képzőművészeti Uniónak és a Szlovákiai Magyar Képzőművészek Társaságának. Párkányban él és alkot. Képei megtalálhatók múzeumokban, külföldi és hazai magángyűjteményekben. 1999-ben Pro Urbe Štúrovo díjjal tüntették ki. 1954 óta több mint 80 egyéni és több mint száz csoportos kiállításon vett részt.
A 90-es évek közepétől képei elvontabbak lettek, könyvillusztrációkat is készített.
75. születésnapja alkalmából a határokon átívelő nagyszabású, munkásságát felölelő kiállítássorozat vette kezdetét a Duna mindkét oldalán.

## Művei

### Közgyűjteményekben
- CSM, Dunaszerdahely
- Dömös Galéria, Dömös
- Városi Galéria, Párkány

### Köztéri művei
- Párkány, Csemadok-székház
- Párkány, Gyermekotthon
- Pilismarót, Polgármesteri hivatal
- Párkány, Magyar Általános Iskola
- Párkány, Magyar Gimnázium

## Elismerése
- 1999-ben Pro Urbe Štúrovo díjat kapott.